# Pannes (Meurthe-et-Moselle)
Pour les articles homonymes, voir Pannes.
Pannes est une commune française située dans le département de Meurthe-et-Moselle en région Grand Est.

## Géographie
Village sur le Madon (Madine), route départementale 3 de Verdun à Épinal, à 45 km de Nancy, 51 de Toul, 6 de Thiaucourt.

Fig. 1 - Pannes (ban communal).

D’après les données Corine Land Cover, le ban communal de 850  hectares comportait en 2011, 58 % de zones agricoles,  28,7 %  de prairies, 10 % d'eau continentales et 3 % de zones urbaines.
Le territoire est arrosé par les cours d'eau suivants : Ruisseau la Madine (7,168 km), Ruisseau de Burnenaux (0,001 km), Ruisseau de la Tuilerie (1,397 km), Ruisseau de l'Etang de Pannes (1,163 km), Ruisseau du Moulin (0,47 km).

### Ecarts et lieux-dits
VAGNEPONT, tuilerie, commune de Pannes

### communes limitrophes
| Pannes                                | Beney-en-Woëvre, Meuse (département) | Bouillonville      |
| Nonsard-Lamarche, Meuse (département) | Pannes                               | Euvezin            |
| Lahayville, Meuse (département)       | Essey-et-Maizerais                   | Essey-et-Maizerais |

### Hydrographie

#### Réseau hydrographique
La commune est dans le bassin versant du Rhin au sein du bassin Rhin-Meuse. Elle est drainée par le ruisseau de la Tuilerie, le ruisseau de l'Étang de Pannes, le ruisseau du Moulin et le ruisseau la Madine,.

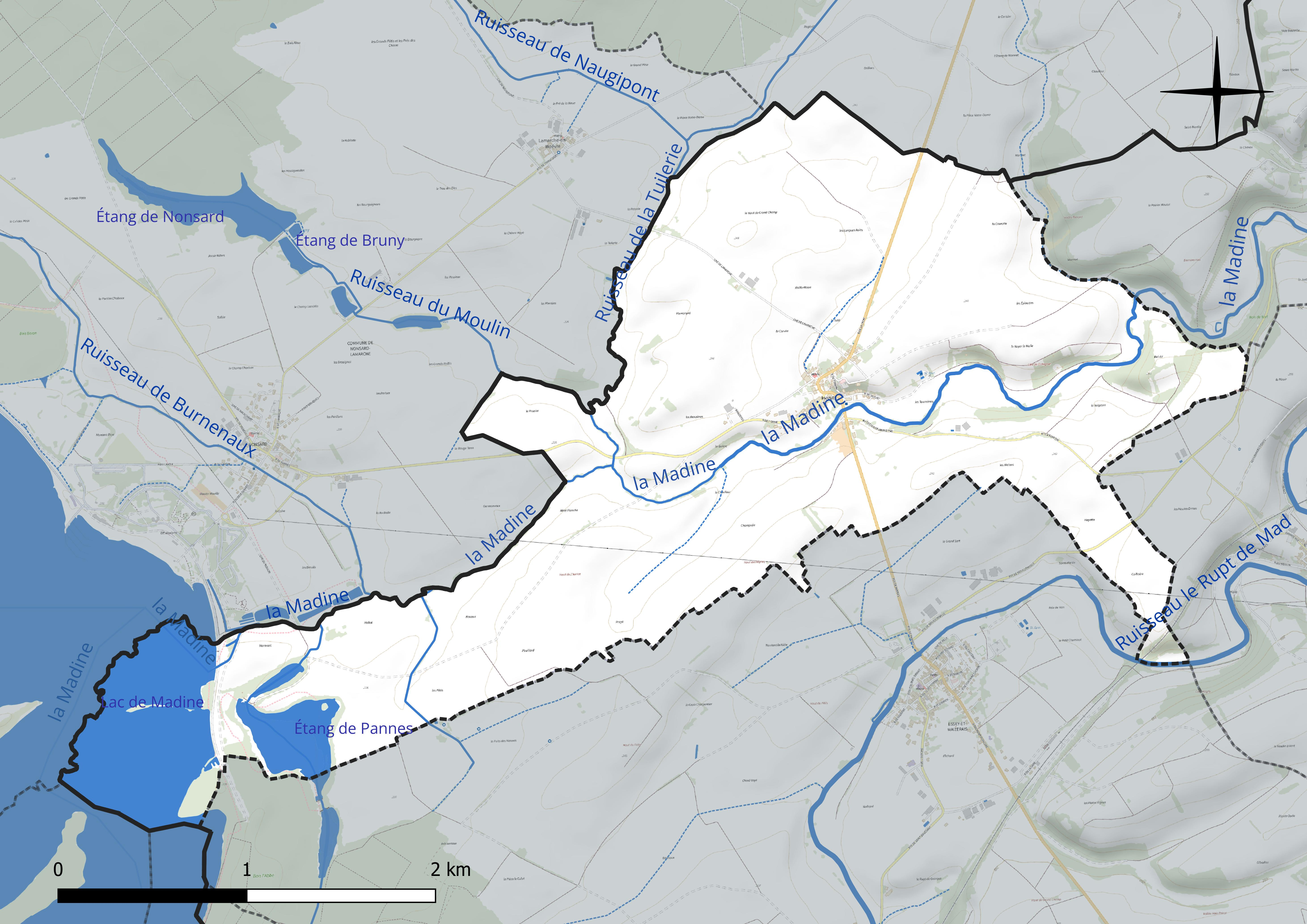
Réseau hydrographique de Pannes.

Deux plans d'eau complètent le réseau hydrographique : le lac de Madine, d'une superficie totale de 1 007,5 ha (59,5 ha sur la commune) et l'étang de Pannes, d'une superficie totale de 18,3 ha (14,9 ha sur la commune),.

#### Gestion et qualité des eaux
Le territoire communal est couvert par le schéma d'aménagement et de gestion des eaux (SAGE) « Rupt de Mad, Esch, Trey ». Ce document de planification concerne les bassins versants du Rupt de Mad, de l’Esch et du Trey. Le périmètre a été arrêté le 2 juin 2014, la commission locale de l'eau (CLE) a été créée le 20 juin 2017, puis modifiée le 26 mars 20210. La structure porteuse de l'élaboration et de la mise en œuvre est le Parc naturel régional de Lorraine. 
La qualité des cours d’eau peut être consultée sur un site dédié géré par les agences de l’eau et l’Agence française pour la biodiversité. 

### Climat
Pour des articles plus généraux, voir Climat du Grand Est et Climat de Meurthe-et-Moselle.
En 2010, le climat de la commune est de type climat des marges montargnardes, selon une étude du Centre national de la recherche scientifique s'appuyant sur une série de données couvrant la période 1971-2000. En 2020, Météo-France publie une typologie des climats de la France métropolitaine dans laquelle la commune est dans une zone de transition entre le climat océanique altéré et le climat océanique altéré et est dans la région climatique  Lorraine, plateau de Langres, Morvan, caractérisée par un hiver rude (1,5 °C), des vents modérés et des brouillards fréquents en automne et hiver. 
Pour la période 1971-2000, la température annuelle moyenne est de 9,6 °C, avec une amplitude thermique annuelle de 16,6 °C. Le cumul annuel moyen de précipitations est de 848 mm, avec 12,6 jours de précipitations en janvier et 9,4 jours en juillet. Pour la période 1991-2020, la température moyenne annuelle observée sur la station météorologique de Météo-France la plus proche, « Nonsard », sur la commune de Nonsard-Lamarche à 3 km à vol d'oiseau, est de 10,7 °C et le cumul annuel moyen de précipitations est de 690,8 mm. 
La température maximale relevée sur cette station est de 40,1 °C, atteinte le 25 juillet 2019 ; la température minimale est de −17 °C, atteinte le 1er mars 2005,,. 
Les paramètres climatiques de la commune ont été estimés pour le milieu du siècle (2041-2070) selon différents scénarios d'émission de gaz à effet de serre à partir des nouvelles projections climatiques de référence DRIAS-2020. Ils sont consultables sur un site dédié publié par Météo-France en novembre 2022.

## Urbanisme

### Typologie
Au 1er janvier 2024, Pannes est catégorisée commune rurale à habitat dispersé, selon la nouvelle grille communale de densité à sept niveaux définie par l'Insee en 2022.
Elle est située hors unité urbaine et hors attraction des villes,.
La commune, bordée par un plan d’eau intérieur d’une superficie supérieure à 1 000 hectares, le lac de Madine, est également une commune littorale au sens de la loi du 3 janvier 1986, dite loi littoral. Des dispositions spécifiques d’urbanisme s’y appliquent dès lors afin de préserver les espaces naturels, les sites, les paysages et l’équilibre écologique du littoral, tel le principe d'inconstructibilité, en dehors des espaces urbanisés, sur la bande littorale des 100 mètres, ou plus si le plan local d’urbanisme le prévoit.

### Occupation des sols
L'occupation des sols de la commune, telle qu'elle ressort de la base de données européenne d’occupation biophysique des sols Corine Land Cover (CLC), est marquée par l'importance des territoires agricoles (85,5 % en 2018), une proportion identique à celle de 1990 (85,5 %). La répartition détaillée en 2018 est la suivante : terres arables (57,2 %), prairies (28 %), eaux continentales (9,9 %), zones urbanisées (3 %), espaces verts artificialisés, non agricoles (0,8 %), forêts (0,7 %), zones agricoles hétérogènes (0,3 %). L'évolution de l’occupation des sols de la commune et de ses infrastructures peut être observée sur les différentes représentations cartographiques du territoire : la carte de Cassini (XVIIIe siècle), la carte d'état-major (1820-1866) et les cartes ou photos aériennes de l'IGN pour la période actuelle (1950 à aujourd'hui).

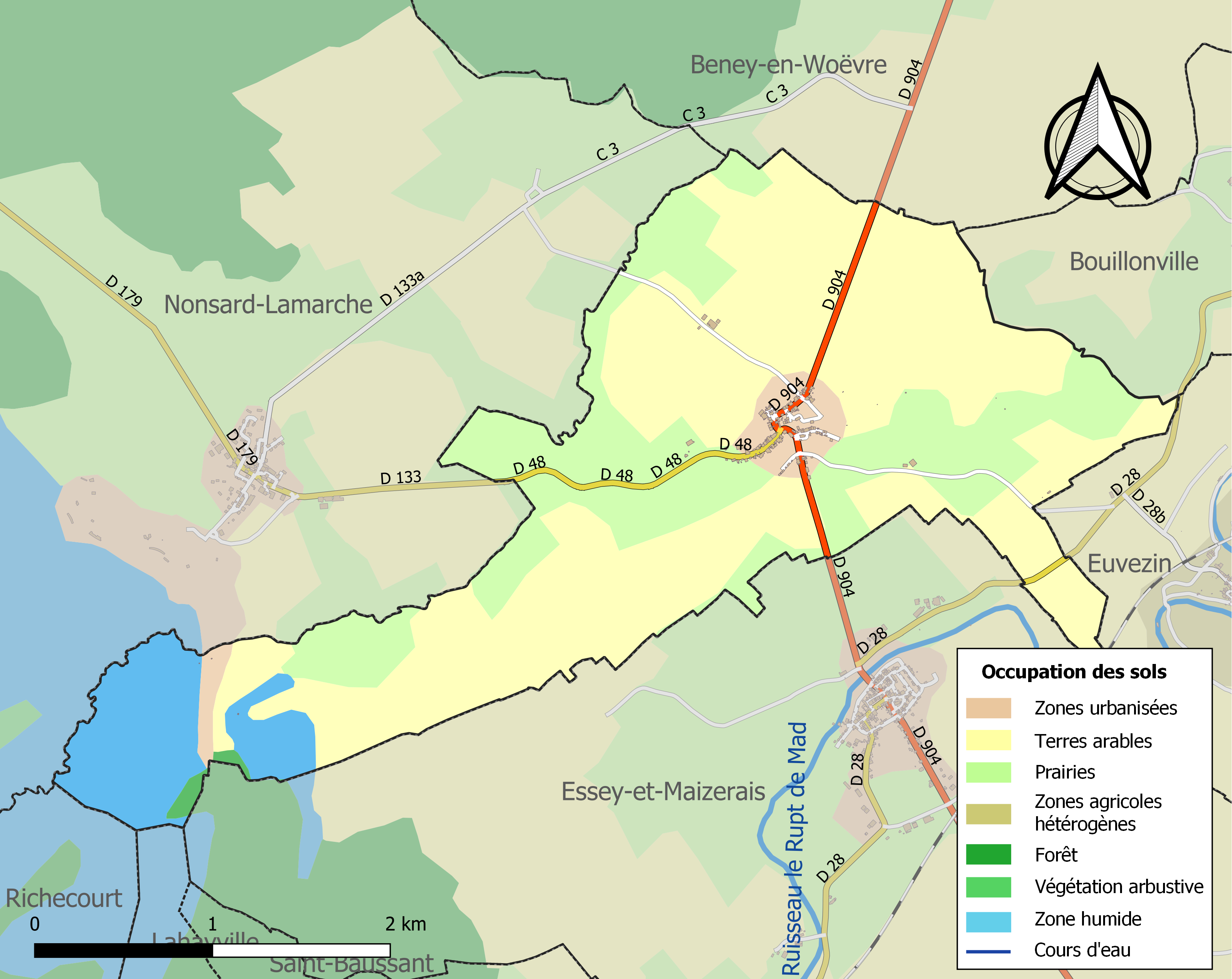
Carte des infrastructures et de l'occupation des sols de la commune en 2018 (CLC).

## Toponymie
Le nom de la localité est attesté sous les formes Villa Sancti Stephani cujus vocabulum est Penna, in pago Scarponinse (745) ; Pennes (1258) ; Les estans de Pennes (1351).
Pluriel de l'oïl penne « hauteur, cime », (sommet en forme de tête).

## Histoire

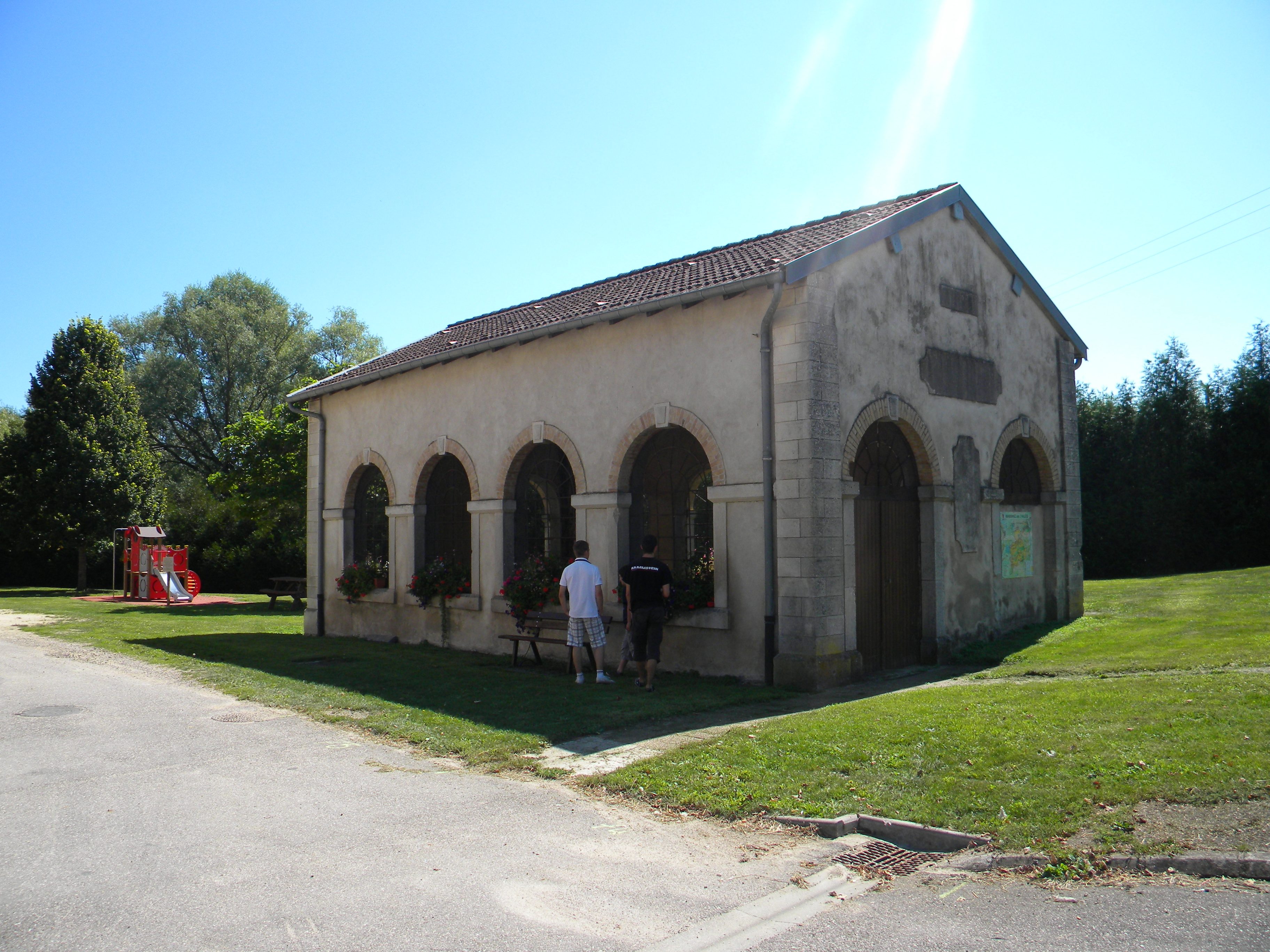
Le lavoir.

De nombreux objets et vestiges de monuments gallo-romains ont été trouvés sur la commune au XIXe siècle. Un pont romain au lieu-dit En Chariat a été démoli en 1840 ; refait, il dessert un chemin rural vers le lac de Madine.

### Antiquité et préhistoire
H. Lepage précise dans sa notice sur ce bourg :

  « On a trouvé, à différentes époques, dans ce village et aux environs, beaucoup de fragments de poteries, des tuiles à rebords, des monnaies romaines, des vases, des urnes antiques, des figurines en terre, dont deux, entre autres, représentant, l'une Vénus, la seconde Hygie. Sur le plateau qui domine la commune, on trouve beaucoup de puits qui paraissent avoir été des silos romains. »
Un buste de Junon, en bronze, fut donné au Musée Lorrain.

### Moyen Âge
Le village est évoqué en 745 dans une charte de l'évêque Chrodegang.
Le 8 mai 1351, Geoffroy, sire d'Apremont, et Jean d'Apremont, son frère, sire de Conflans,  font un accord par lequel Geoffroy laisse à Jean, tout le cours de sa vie, ses deux étangs de Pennes, en 1556, les habitants d'Essey et Maizerais obtinrent de Jean  d'Apremont la permission de faire pâturer leurs  bêtes aux étangs de la Rosière (Ranzière ?)

### Anecdote
En 1588, une nommé Jeanne, femme de Jean Guérin, de Pannes, fut brûlée comme sorcière.

## Politique et administration

### Liste des maires
| Période                                  | Période   | Identité            | Étiquette | Qualité                            |
| ---------------------------------------- | --------- | ------------------- | --------- | ---------------------------------- |
| Les données manquantes sont à compléter. |           |                     |           |                                    |
| avant 1995                               | ?         | Guy Machinet        |           |                                    |
| mars 2001                                | mars 2008 | Henri Heymelot      |           |                                    |
| mars 2008                                | 2014      | Christian Devillers |           |                                    |
| mars 2014                                | mai 2020  | Jacques Noel        |           | Retraité d'une entreprise publique |
| mai 2020                                 | En cours  | Gérald Brady,       |           | Contremaître, agent de maîtrise    |

### Jumelages
- Ville jumelée avec la commune homonyme de Pannes (Loiret). Jouant sur les homonymies et la ressemblance des codes départementaux (45 et 54), le Comité de jumelage a mis sur pied une Association Pannes 454.

## Population et société

### Démographie
L'évolution du nombre d'habitants est connue à travers les recensements de la population effectués dans la commune depuis 1793. Pour les communes de moins de 10 000 habitants, une enquête de recensement portant sur toute la population est réalisée tous les cinq ans, les populations de référence des années intermédiaires étant quant à elles estimées par interpolation ou extrapolation. Pour la commune, le premier recensement exhaustif entrant dans le cadre du nouveau dispositif a été réalisé en 2008.

En 2022, la commune comptait 175 habitants, en évolution de +2,34 % par rapport à 2016 (Meurthe-et-Moselle : −0,13 %, France hors Mayotte : +2,11 %).
| 1793 | 1800 | 1806 | 1821 | 1831 | 1836 | 1841 | 1846 | 1851 |
| ---- | ---- | ---- | ---- | ---- | ---- | ---- | ---- | ---- |
| 377  | 389  | 393  | 369  | 384  | 400  | 414  | 427  | 425  |

| 1856 | 1861 | 1872 | 1876 | 1881 | 1886 | 1891 | 1896 | 1901 |
| ---- | ---- | ---- | ---- | ---- | ---- | ---- | ---- | ---- |
| 398  | 398  | 368  | 357  | 356  | 342  | 334  | 330  | 328  |

| 1906 | 1911 | 1921 | 1926 | 1931 | 1936 | 1946 | 1954 | 1962 |
| ---- | ---- | ---- | ---- | ---- | ---- | ---- | ---- | ---- |
| 308  | 269  | 176  | 173  | 149  | 143  | 137  | 161  | 169  |

| 1968 | 1975 | 1982 | 1990 | 1999 | 2006 | 2008 | 2013 | 2018 |
| ---- | ---- | ---- | ---- | ---- | ---- | ---- | ---- | ---- |
| 166  | 137  | 130  | 149  | 146  | 171  | 178  | 168  | 182  |

| 2022 | - | - | - | - | - | - | - | - |
| ---- | - | - | - | - | - | - | - | - |
| 175  | - | - | - | - | - | - | - | - |

## Économie
Les historiens s'accordent à décrire une économie essentiellement agricole et viticole, au XIXe siècle, anciennement artisanale,, :

« Surface territ.1058 ha dont 550 à 627 hect en terres lab., 75 à 82 en prés, 31 à 40 en vignes dont les produits sont peu vantés, 17 à 300 en bois. L'hectare semé en blé peut rapporter 12 hectol., en orge et en avoine 15 ; planté en vignes 30.  Chevaux, bêtes à cornes et à laine. Tuilerie »

## Culture locale et patrimoine

### Lieux et monuments
- Passage de voie romaine.
- Demeure au centre du village, ancien château antérieur à la Révolution : porte piétonne, statue intéressante de la Vierge à l'Enfant.
- Manteau de cheminée avec bas-relief de petits bustes (au seuil d'une maison).
- Ancien abreuvoir.
- Église Saint-Remy néo-gothique XVIIIe siècle, partiellement détruite en 1914-1918 : christ en croix XVIIIe siècle XIXe siècle.

### Héraldique, logotype et devise
| Blason de Pannes | Blason  | De vair à la bande de gueules chargée de trois alérions d'argent |
| Blason de Pannes | Détails | Pannes en termes héraldiques anciens signifie fourrure. La seigneurie appartenait au duc de Lorraine. Le blason de la commune reprend les armes ducales dans lesquelles l'or du champ est remplacé par le vair, fourrure héraldique la plus utilisée. Le statut officiel du blason reste à déterminer. |